# Manchester United FC
Manchester United Football Club är en fotbollsklubb från Stretford i Greater Manchester, England, som spelar i Premier League. Klubben ägs sedan maj 2005 av familjen Glazer och minoritetsinvesterare. 
Klubben grundades år 1878 under namnet Newton Heath LYR Football Club, men bytte 1902 namn till Manchester United och har spelat på Old Trafford sedan 1910. År 1908 blev klubben engelska ligamästare för första gången och detta upprepades 1911. År 1931 räddade James W. Gibson Manchester United från konkurs, då klubben under 1920- och 1930-talen pendlade mellan den högsta och näst högsta divisionen. I flygolyckan i München 1958 dog åtta spelare i klubben, vid en tidpunkt då laget hade haft potential att göra Manchester United till ett av tidernas mästarlag i engelsk fotboll. År 1968 var Manchester United, med Matt Busby som tränare, den första engelska klubben att vinna Europacupen och var under några år i slutet på 1960-talet också ett av Englands topplag. 1970- och 1980-talen präglades mestadels av degraderingar, tränarbyten och återavancemang – innan klubbens mest framgångsrike tränare, Alex Ferguson, tog över i november 1986 som skulle komma att vinna totalt 38 titlar  under 26 säsonger med klubben (och Manchester United slutade som topp tre i Premier League samtliga år med Ferguson från grundandet av ligan, det vill säga 1992–2013). Därefter har klubben varit mindre framgångsrik, med en handfull olika managers som rekryterats och sparkats.
Manchester United har bland annat blivit engelsk mästare 20 gånger och vunnit Uefa Champions League tre gånger (1968, 1999 och 2008), och tävlar med rivalen Liverpool om att bli Englands mest framgångsrika fotbollsklubb någonsin. Den utgör ett globalt varumärke och rankas internationellt som ekonomiskt en av de mest värdefulla i fotbollsindustrin; i maj 2024 rankade den amerikanska affärstidningen Forbes klubben som världens näst rikaste till ett värde av $6,55 miljarder. Manchester United är även världens mest supporterstödda klubb, till supportrar sett också den mest världstäckande klubben, och hade totalt 659 miljoner fans 2011. Ryan Giggs, Bobby Charlton, Paul Scholes och Wayne Rooney hör till de spelare som spelat flest matcher och gjort flest mål för Manchester United.

## Historia

### Tidiga åren (1878–1945)

Klubbens ligaplaceringar från och med 1892.

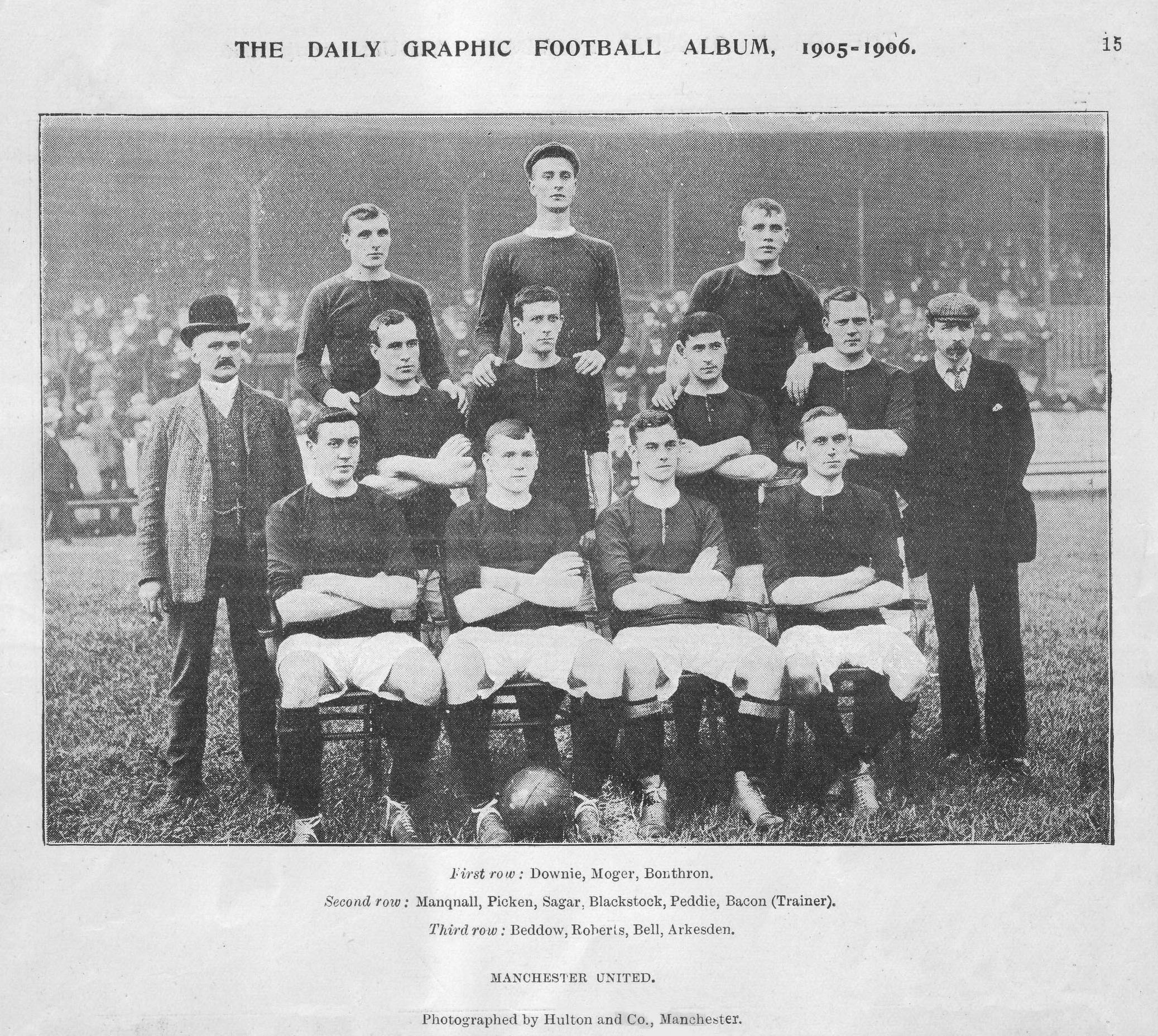
Laget vid säsongsstarten 1905/1906, då Manchester United avancerade till en andraplats i högsta divisionen.

Klubben bildades år 1878 under namnet Newton Heath Lancashire and Yorkshire Railway FC av järnvägsarbetare som arbetade vid Lancashire and Yorkshire Railway (LYR) vid Newton Heath. Klubben spelade flera matcher mot andra järnvägsbolag som även de hade fotbollslag, den 20 november 1880 spelade klubben sin första registrerade match, lagets matchkläder var järnvägsbolagets färger – grönt och guld – matchen slutade i förlust för klubben med 6–0 mot Bolton Wanderers reservlag. 1888 var klubben en av de grundande medlemmarna i The Combination, en regional fotbollsliga. Säsongen efter lades dock ligan ner och Newton Heath gick istället med i nygrundade Football Alliance, vilken var igång tre säsonger innan ligan gick ihop med Football League. Detta resulterade i att Newton Heath säsongen 1892/1893 spelade i högstadivisionen, klubben hade även då blivit oberoende av järnvägsbolaget och valde att ändra sitt namn till endast Newton Heath FC. Efter två säsonger i första divisionen degraderades klubben till andradivisionen.
I januari 1902 hade klubben skulder på £2 670 och var på väg mot konkurs. Dåvarande lagkaptenen Harry Stafford hittade då fyra lokala affärsmän, däribland John Henry Davies (som blev ordförande), som var villiga att investera £500 i utbyte mot ett direkt intresse av att driva klubben, senare bytte även männen namn på klubben och den 24 april 1902 föddes officiellt Manchester United. Med klubbens tränare Ernest Mangnall, som 1903 tog över som tränare, slutade laget på en andraplats i andra divisionen 1906 och säkrade en uppflyttning till högsta divisionen, vilken klubben vann 1908 – klubbens första ligatitel. Säsongen efter började med ännu en titel då klubben vann Charity Shield i början av säsongen, detta första gången som Charity Shield spelades och slutade med klubbens första FA Cup-titel. 1910 flyttade Manchester United från sin hemmaplan, Bank Street till dagens hemmaplan, Old Trafford. Manchester United vann sin andra ligatitel 1911, men i slutet av efterföljande säsong lämnade tränaren Mangnall klubben för att istället ta över Manchester City som tränare.
1922, tre år efter att fotbollen återupptagits efter första världskriget, degraderades klubben till andra divisionen i vilken klubben spelade fram tills återkomsten upp i förstadivisionen år 1925. Klubben degraderades återigen 1931 och var en så kallad "jojo-klubb", 1934 slutade klubben på lägsta ligaplacering någonsin, då på en tjugonde plats i andra divisionen. Efter att klubbens främste donator, John Henry Davies, avlidit i oktober 1927 försämrades klubbens ekonomi i sådan utsträckning att Manchester United troligen skulle ha gått i konkurs om det inte vore för James W. Gibson som i december 1931 investerade £2 000 och tog över klubben. Under säsongen 1938/1939, den sista säsongen som fotboll spelades innan andra världskriget bröt ut, slutade klubben på 14:e plats i den högsta divisionen.

### Åren med Busby (1945–1969)

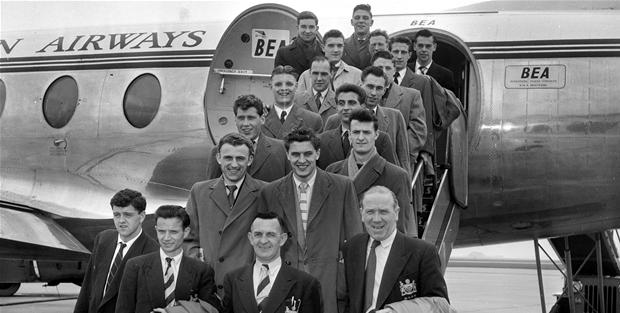
"Busby Babes" i Danmark 1955.

I oktober 1945 återupptogs fotbollen igen efter andra världskriget. Den numera legendariske tränaren Matt Busby fick då stor makt över laget och fick bland annat bestämma transfers, trupputtagningar och träningarna. Busby ledde laget till tre andraplaceringar i ligan i rad (1947, 1948 och 1949), och han ledde även laget till vinst i FA-cupen 1947/1948. 1952 vann klubben titeln i den högsta divisionen, klubbens första ligatitel på 41 år. Med en medelålder på 22 år gav media 1956 smeknamnet "Busby Babes", som en hyllning till det unga storlaget. 1957 blev Manchester United det första engelska laget att konkurrera om en plats i Europacupen, trots invändning från The Football League som hade nekat Chelsea FC samma möjlighet föregående säsong. På vägen till semifinal, som segrades av Real Madrid, noterades klubbens största seger någonsin; 10–0 mot belgiska mästaren RSC Anderlecht.

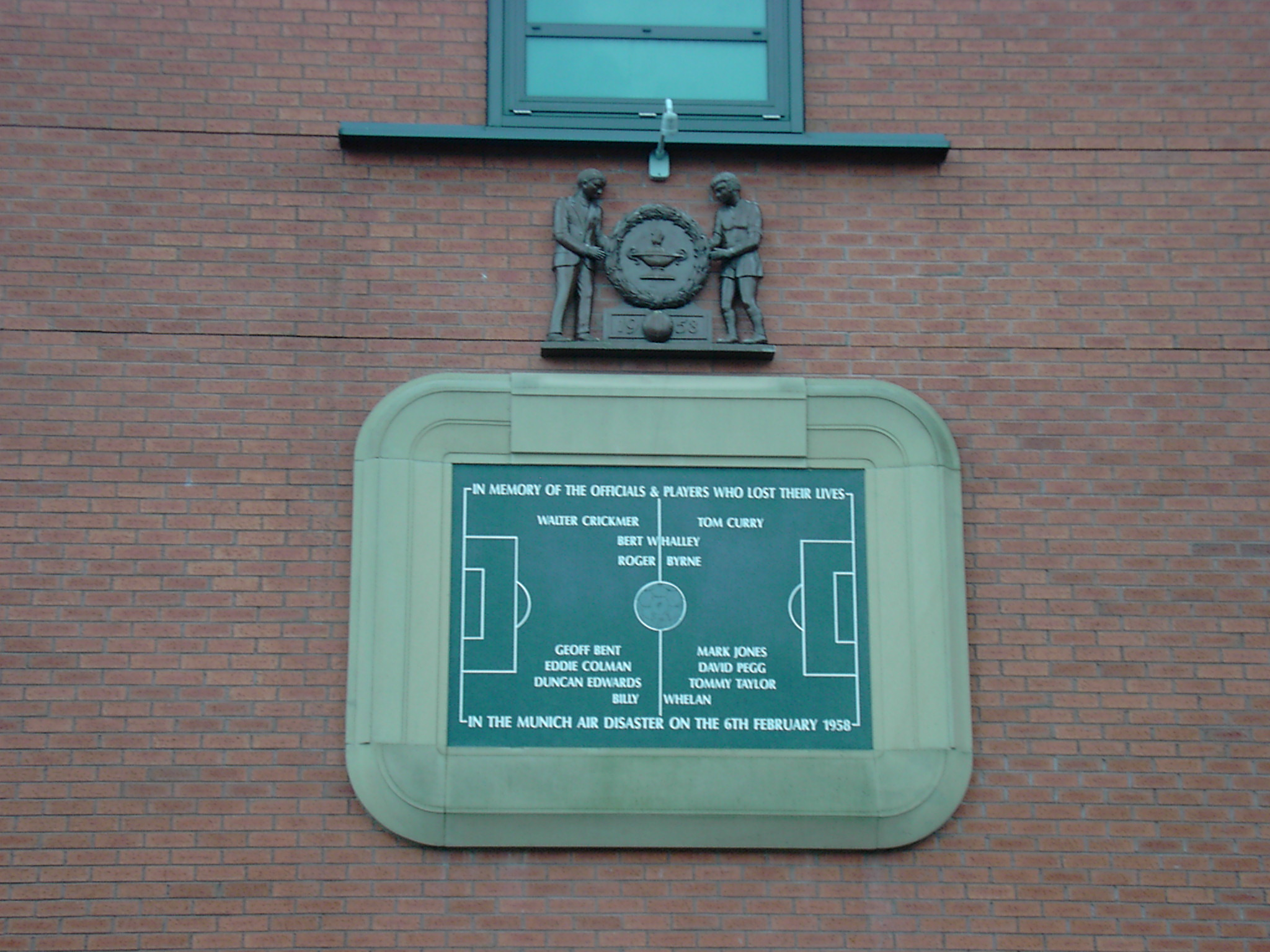
Stenplattan vid Old Trafford till minne av de som omkom i flygolyckan i München 1958, inklusive spelarnamnen.

Efter en Europacupmatch mot Röda Stjärnan i Belgrad den 6 februari 1958, mellanlandade Manchester United på München-Riem flygplats. När planet återigen skulle lyfta sladdade det av startbanan och tog eld. Sju Manchester United-spelare, åtta journalister och flera klubbrepresentanter dog i haveriet. Unga stjärnskottet Duncan Edwards avled senare på sjukhus. Matt Busby skadades svårt men överlevde, likaså storspelaren Bobby Charlton. Tio år senare skulle de bägge vara med då United vann Europacupen. Charlton fick även höja Julies-Rimet-pokalen på Wembley då England blev världsmästare 1966.
Efter att ha byggt ett av de mest topptippade lagen engelsk fotboll skådat, behövde Matt Busby i början på 1960-talet börja om från början. Flygolyckan hade tagit ifrån honom några av sin tids bäste fotbollsspelare, men direkt efter att han själv hade återhämtat sig från sina skador började Busby bygga ett nytt lag som skulle vara världsdominanta.
Stommen i det nya laget byggdes runt spelare som överlevt flygolyckan, bland andra Bill Foulkes och Bobby Charlton. Även spelare som Denis Law från Torino köptes. De första åren var av mindre framgång, men säsongen 1962/1963 tog sig laget hela vägen till Wembley och slog Leicester med 3–1 i finalen. Säsongen därpå hade truppen byggts vidare och vann FA-cupen, och samtidigt slogs om ligatiteln. Det slutade med en andraplats, fyra poäng bakom segrande Liverpool. En annan milstolpe i det nya lagbygget var förvärvet av George Best.
Sex år efter att laget som skulle ta över Europa hade slagits i bitar vann Manchester United ligan, och nådde semifinal i både Europacupen och FA-cupen. Denis Law utsågs till årets spelare i Europa. Säsongen 1966/1967 vann klubben ligan igen, efter att säsongen innan ha slutat fyra. Detta gjorde att laget garanterades en plats i europaspelet nästa säsong. Denna gång kunde inget stoppa Busbys lag från att gå hela vägen; Manchester United slog Benfica i finalen med 4–1, efter att matchen slutat 1–1 efter 90 minuter. I förlängningen kunde George Best, Brian Kidd och Bobby Charlton göra var sitt mål och därmed tog klubben sin första europacuptitel någonsin, bara tio år efter Münchenkraschen. Kort efter detta blev Matt Busby adlad.
Trots en elfteplats i ligan och ingen titel säsongen efter segern i Europacupen kunde fansen se tillbaka på 1960-talet med ett leende.

### 1970- och 1980-talen
Med Europaframgångarna bakom sig började klubben nu jobba för att fylla vakuumet efter Matt Busby. Busby hade givit klubben stora framgångar, men hade nu pensionerat sig och lämnat ett svårt uppdrag för styrelsen. Genom att lyfta upp en av Busbys hjälptränare, och även före detta United-spelare Wilf McGuinness, hittades en snabb första lösning. Åldrande spelare och allt mindre kontroll över laget gjorde att McGuinness hade Matt Busby hängande över axeln. Han satte spelare som Denis Law och Shay Brennan på transferlistan, vilket skapade oro i styrelsen. Samtidigt brottades en annan av lagets stora stjärnor, George Best, med stora problem vid sidan av planen vilket inte hjälpte den redan ansträngda situationen.
Annandag jul 1970 sades McGuinness upp från tränarjobbet med omedelbar verkan och Matt Busby fick komma tillbaka från sin pension tillfälligt under sökandet efter en ny tränare. I juni 1971 tillsatte styrelsen Frank O’Farrell som tränare, men 0–5 mot Crystal Palace en bit in på säsongen blev droppen och Frank fick sparken den 16 december 1972. O’Farrells tid som tränare var visserligen kort, men han lämnade ett litet avtryck i och med rekordvärvningen av Martin Buchan för £125 000. Den förre Aberdeen-kaptenen skulle bli en nyckelspelare för O’Farrells efterträdare, Tommy Docherty, som tillsattes julen 1972.
Dochertys första utmaning var att hålla kvar laget i högstadivisionen samtidigt som han skulle genomföra en generationsväxling från 1960-talshjältarna. Bobby Charlton hade meddelat att han skulle dra sig tillbaka efter säsongen 1972/1973, och George Best fortsatte med sina problem vid sidan av planen. Han släppte till slut den avdankade Denis Law gratis, vilket han skulle få ångra; Law gick till lokalkonkurrenten Manchester City, och i april 1974 gjorde han ett mål i matchen som definitivt skickade United ner i andradivisionen. United kom dock snabbt tillbaka och vann andradivisionen säsongen 1974/1975, och lagets anfallare Stuart "Pancho" Pearson vann skytteligan med 17 mål.
United lyckades sedermera ta sig till två raka FA-cupfinaler, förlorade mot Southampton 1976 men lyckades sedan slå Liverpool med 2–1 ett år senare. Segern förstörde Liverpools chans att bli det första engelska laget att vinna en trippel; Europacupen, ligan och FA-cupen samma säsong. Drygt 20 år senare skulle United istället bli det första engelska laget att lyckas med detta. Lyckan varade dock inte längre för Docherty, efter att han blivit påkommen med att ha klubbens sjukgymnasts fru som älskarinna.
Efter Docherty kom före detta QPR-managern Dave Sexton in på Uniteds bänk. De första två säsongerna kom laget på en tiondeplats i ligan, men lyckades ta laget till en FA-cupfinal 1979 – som förlorades mot Arsenal med 3–2, efter att Arsenals Alan Sunderland gjort det avgörande målet precis i slutet av matchen.

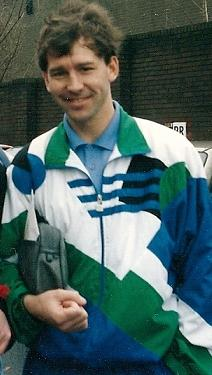
Bryan Robson som värvades 1981 var lagkapten i Manchester United i 12 år, vilket är längst i klubben.

1980 slutade United till slut två poäng bakom Liverpool i titelracet, efter en säsong med en misslyckad inledning men laget spelade upp sig ju längre säsongen gick. Året efter avslutade United på åttonde plats – en placering som styrelsen inte tolererade, och den 30 april 1981 blev Sexton sparkad efter fyra år som tränare. Sextons ersättare, Ron Atkinson, handplockade Mick Brown som assisterande och Eric Harrison som ungdomstränare. Atkinson hade slagit brittiskt transferrekord när han köpte in Bryan Robson från West Bromwich Albion för £1 500 000, och runt £500 000 för Remi Moses, även han från West Bromwich. 1982, 1983 och 1984 slutade United ofta trea eller fyra i ligan, men var aldrig särskilt nära att rå på segraren Liverpool.
Uniteds chans på troféer var istället i de inhemska cuperna. 1983 hade klubben tagit sig till final i både ligacupen och FA-cupen. I ligacupen blev det förlust mot Liverpool med 2–1 efter att Liverpool avgjort i förlängning, men istället vanns FA-cupfinalen mot uppstickaren Brighton and Hove Albion över två matcher. Även 1985 vann United FA-cupen, finalvinst mot Everton med 1–0 då Whiteside gjorde matchens enda mål. Detta var Atkinsons andra FA-cuptitel på tre år, men 18 månader senare fick han sparken eftersom han misslyckats med att frånta den engelska fotbollstronen av Liverpool. Inte heller när hans United startade säsongen 1985/1986 med tio raka segrar lyckades laget ta hem ligatiteln.

### Åren med Alex Ferguson (1986–2013)
I november 1986 anställdes en vinnande manager; Alex Ferguson kom senast från Aberdeen, där han vunnit allt som gick att vinna i skotsk fotboll plus att han även lett sitt lag till seger över Real Madrid i Europeiska cupvinnarcupen i fotboll. Ferguson visade sig ha talang för tränaryrket, men han behövde tid för att bygga laget. Klubben visade tålamod när laget bara slutade på elfte plats efter både första och andra säsongen. Efter att ha värvat ett par nya spelare visade det sig att tålamodet snart skulle betala sig.
Säsongen 1991/1992 hade Manchester United inte vunnit ligan på 25 år. Laget var stor favorit att vinna efter att ha varit i ledningen under större delen av säsongen men laget började svikta inför de avslutande matcherna. Med enbart tre omgångar kvar gick Leeds United för första gången upp i ledningen efter att Manchester United förlorat hemma mot Nottingham Forest samtidigt som Leeds vann sin match. Laget hade fortfarande saken i egna händer, med en match mindre spelad; en hängmatch borta mot redan nedflyttningsklara
West Ham. West Ham vann matchen med 1–0, och när Manchester United i omgången därefter även förlorade borta mot Liverpool samtidigt som Leeds United vann sin match blev Leeds klara mästare. Säsongen därefter inleddes klubbens hittills största och längsta glansperiod. För första gången på över ett kvarts sekel var Manchester United åter ligamästare i England. Sedan dess har bara fem andra lag (Blackburn, Arsenal, Chelsea och Manchester City, Leicester) lyckats vinna ligan enstaka år. United har sedan dess också vunnit engelska ligan 11 gånger av 17 möjliga, vunnit Champions League 2 gånger samt passerat Liverpool i den engelska maratontabellen.

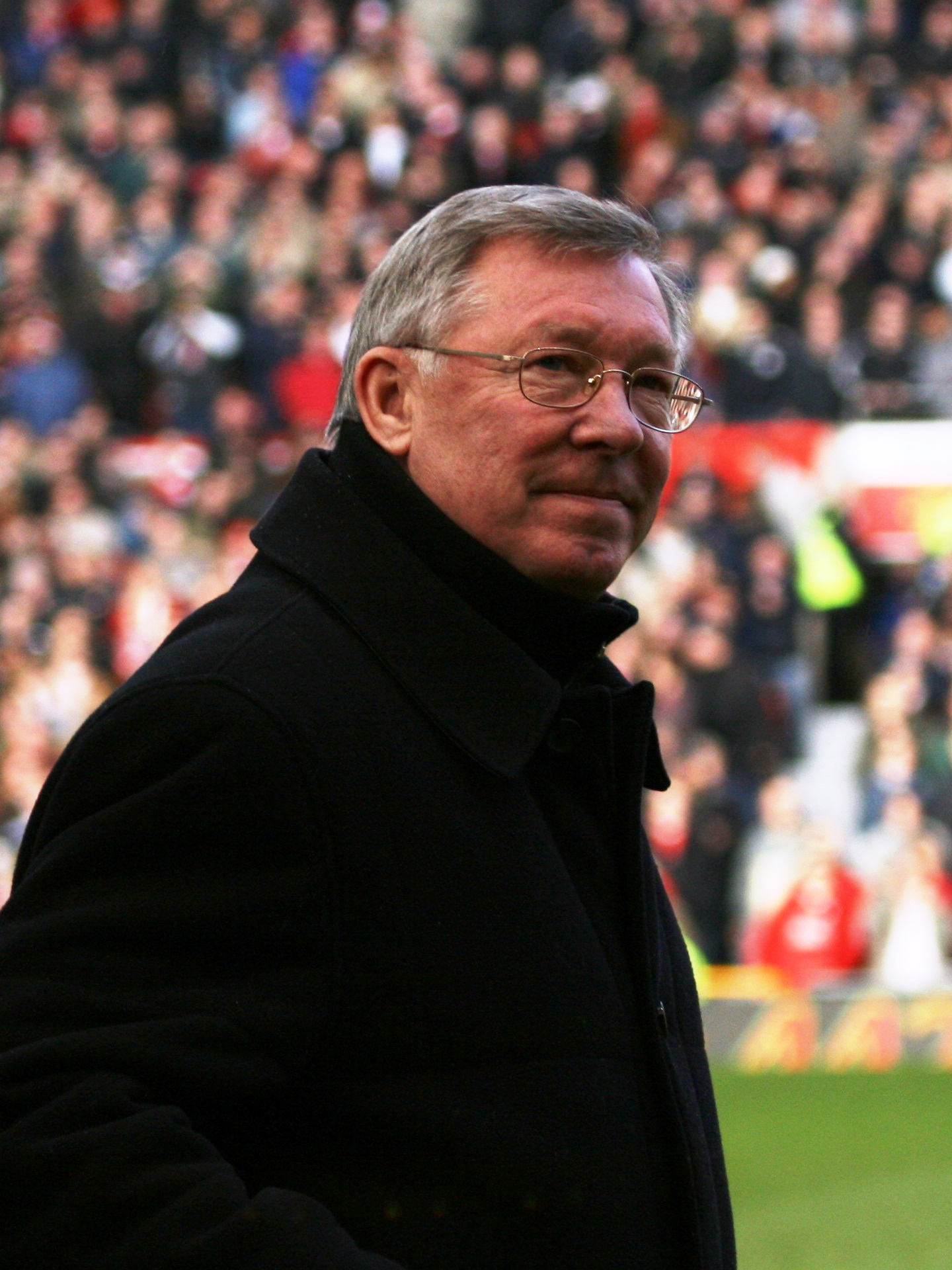
Den tidigare managern Alex Ferguson har med klubben haft rekordartade framgångar under Premier Leagues existens.

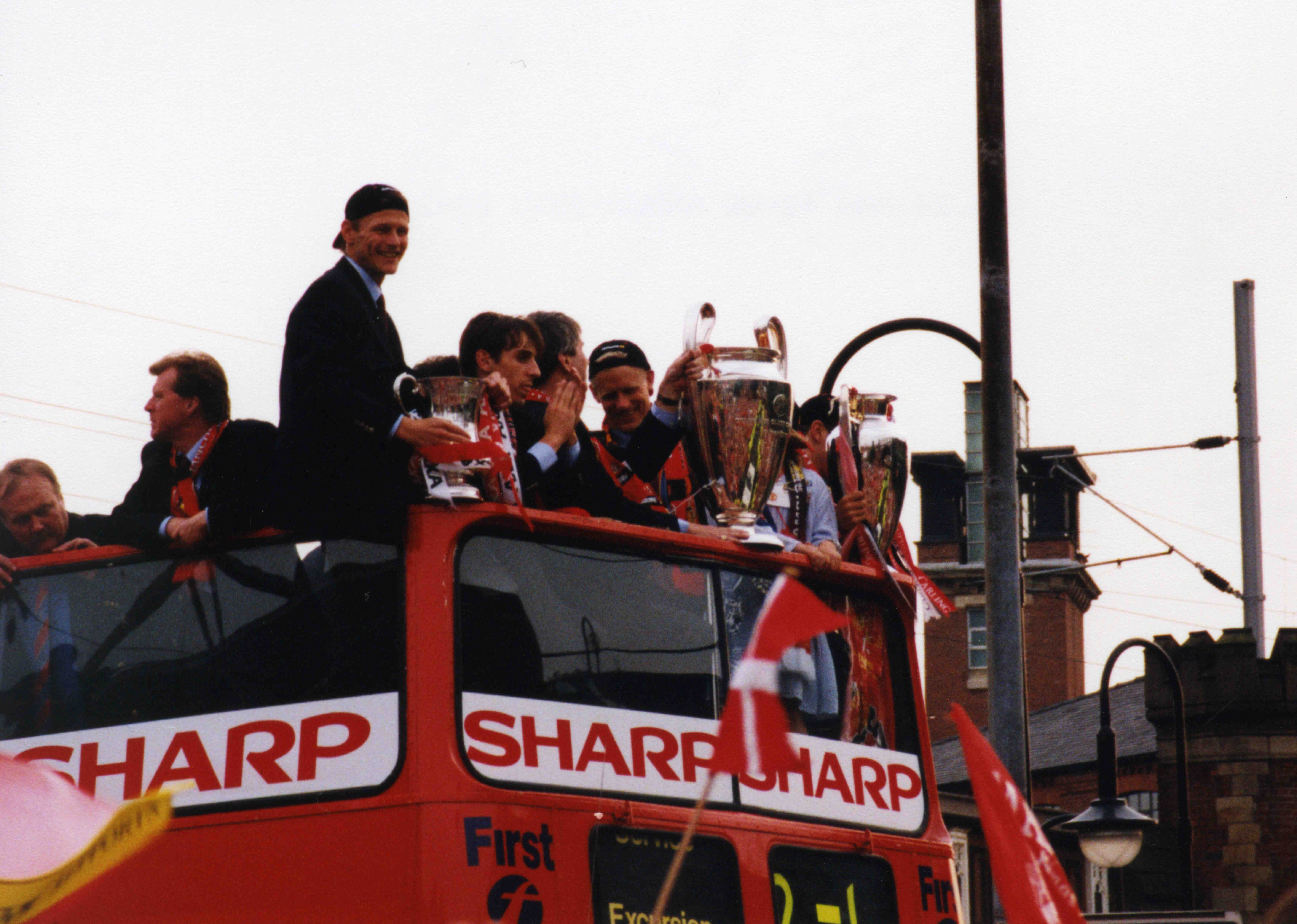
Manchester United firar trippeltiteln 1999 i stadens centrum efter att ha vunnit Premier League, Champions League och FA-cupen samma säsong.

1999 kom den största triumfen då Manchester United vann "trippeln" (Uefa Champions League, Premier League och FA-cupen). Manchester United vände Champions League-finalen genom två mål på övertid mot Bayern München, med Teddy Sheringham och norrmannen Ole Gunnar Solskjaer som matchvinnare. I laget spelade klubbens framgångsrika "75:or" som kommit upp från klubbens ungdomsled, såsom Gary Neville, Nicky Butt och David Beckham samt Paul Scholes (född 1974). Andra stora profiler i laget var den irländske mittfältaren Roy Keane och den walesiske vänsteryttern Ryan Giggs samt den danske stjärnmålvakten Peter Schmeichel.
2003 började Malcolm Glazer köpa aktier i Manchester United och 2005 stod det klart att Glazer med familj tagit över hela kontrollen av den anrika fotbollsklubben. Manchester United-fansen blev mycket upprörda och demonstrerade mot övertagandet. Som en opponering mot Malcolm Glazers maktövertagande av klubben skapade en skara fans en ny supporterklubb, FC United of Manchester. När Glazer köpte klubben fick han ta ett lån på fem miljarder kronor av de åtta miljarderna han betalade. För att han ska ha råd att betala tillbaka pengarna höjdes biljettpriserna med 12 procent till årets säsong.
Inför säsongen 2007/2008 var Chelsea FC favorittippade till ligasegern med Manchester United och Arsenal FC som främsta utmanare. Under säsongen kom ändå Manchester United att vinna både ligan och Champions League. Ligatiteln var klubbens 17:e totalt och den 10:e sedan 1993. Klubbens tredje seger i Champions League säkrades via straffsparksläggning mot Chelsea.
Säsongen 2008/2009 vann Manchester United återigen Premier League och gick även detta år vidare till finalen i Champions League, men denna gång blev det förlust 0–2 mot spanska FC Barcelona. 2009/2010 lyckades United bara vinna Carling Cup; Premier League vanns av Chelsea och i Champions League åkte United ut i kvartsfinalen mot tyska Bayern München. Säsongen efter, 2010/2011, vann Manchester United en ny Premier League-titel och passerade Liverpool i antal ligatitlar; 19 totalt, flest i den engelska fotbollshistorien. United lyckades även ta sig till sin tredje Champions League-final på fyra år, och ställdes likt senast mot Barcelona. Även denna gång vann Barcelona, slutresultat skrevs till 3–1.
Säsongen 2011/2012 besegrades United av den lokala konkurrenten Manchester City, som hamnade på samma poäng men hade bättre målskillnad. Inte heller i Champions League lyckades United nå några framgångar, utan slutade på tredje plats i gruppen och åkte ur redan innan slutspelet. Istället lyckades Manchester United säsongen därpå med fyra omgångar kvar säkra sin 13:e Premier League-titel, och klubben hade därmed gjort sig historisk genom att bli engelsk mästare för 20:e gången. Alex Ferguson fick i november 2012 en staty rest efter sig utanför Old Trafford som en hyllning då han hade valt att efter säsongen avsluta sin nästan 27 år långa era som manager för klubben, och höll ett avskedstal inför ett fullsatt Old Trafford direkt efter den sista hemmamatchen (2–1 mot Swansea den 12 maj 2013). I Champions League samma säsong vann Manchester United komfortabelt gruppen, men förlorade mot Real Madrid i åttondelsfinalen.

### Vidare historik (efter Ferguson)
David Moyes från Everton efterträdde Ferguson inför säsongen 2013/2014, efter att personligen ha blivit utvald av Ferguson. United misslyckades med allt under transferfönstret och på transferfönstrets sista dag köptes Marouane Fellaini från Everton för £27,5 miljoner. Fellaini hade en utköpsklausul på £25 miljoner under transferfönstrets tidigare skede. David Moyes första tävlingsmatch var FA Community Shield-finalen mot Wigan, som Manchester United vann med 2–0. Resten av säsongen präglades av att Moyes testade olika laguppställningar under varje match utan några större framgångar (även om klubben nådde en kvartsfinalplats i Champions League). När fyra matcher återstod av Premier League-säsongen fick David Moyes sparken, och den nyavlagde spelaren Ryan Giggs blev tillfällig manager säsongen ut. Manchester United slutade på en fiaskoartad sjundeplats, efter att klubben under hela Premier Leagues existens dessförinnan alltid hade blivit topp tre.
Med floppsäsongen bakom sig värvade klubben Ander Herrera och Luke Shaw, efter att Louis van Gaal utnämnts till ny manager (med Giggs som assisterande tränare), under sommaren 2014. Efter Premier League-premiären värvades Marcos Rojo och Angel Di Maria (Di Maria för £60 miljoner), och Radamel Falcao säsongslånades från AS Monaco som tilltänkt sniper. Innan Falcao och Di Maria anlände hade van Gaals lag bland annat stått för nederlaget 0–4 borta mot tredjedivisionsklubben Milton Keynes Dons FC i Ligacupen den 26 augusti. Den 30 augusti värvades den nederländske mittfältaren Daley Blind som skulle visa sig lyfta anfallsspelet från mittfältet avsevärt. Försvaret hamnade i största fokus under säsongens gång, och bland annat dröjde klubbens första bortaseger i Premier League till matchen mot Arsenal den 22 november. Klubbens och van Gaals främsta målsättning under säsongen var en topp fyra-placering i Premier League för återavancemang till Uefa Champions League 2015/2016, vilket klubben nådde i och med sin slutgiltiga fjärdeplats. Efterföljande Champions League-kval i augusti 2015, med ungefär halva truppen förnyad inför säsongen, vanns med totalt 7–1 i dubbelmötet mot belgiska Club Brugge KV. I slutet av september var Manchester United serieledare i Premier League för första gången sedan Fergusons tid, och hade därefter varierande topp fyra-placeringar fram till slutet av november – innan formsvackan då ett skadedrabbat Manchester United dels åkte ur gruppspelet i Champions League, men kom också att sjunka till sjätte plats i Premier League-tabellen. Louis van Gaal hade spenderat motsvarande 2,8 miljarder kronor på spelare i klubben utan någon större framgång, och förutom all kritik i media yttrade sig före detta United-spelare som Peter Schmeichel om att laget uppträdde allt annat än kreativt och underhållande. I Europa League i februari 2016 förlorade klubben en match mot Midtjylland med 2–1, men van Gaals post räddades några dagar senare av en 3–0-seger mot Shrewsbury som tog klubben till kvartsfinal i FA-cupen. Manchester United slutade på femte plats i Premier League och gick därmed miste om spel i Champions League nästkommande säsong. Louis van Gaal fick dock slutligen jubla med klubben över dess första titel efter Ferguson; FA-cupfinalen den 21 maj 2016 vann Manchester United mot Crystal Palace FC med 2–1 efter förlängning.

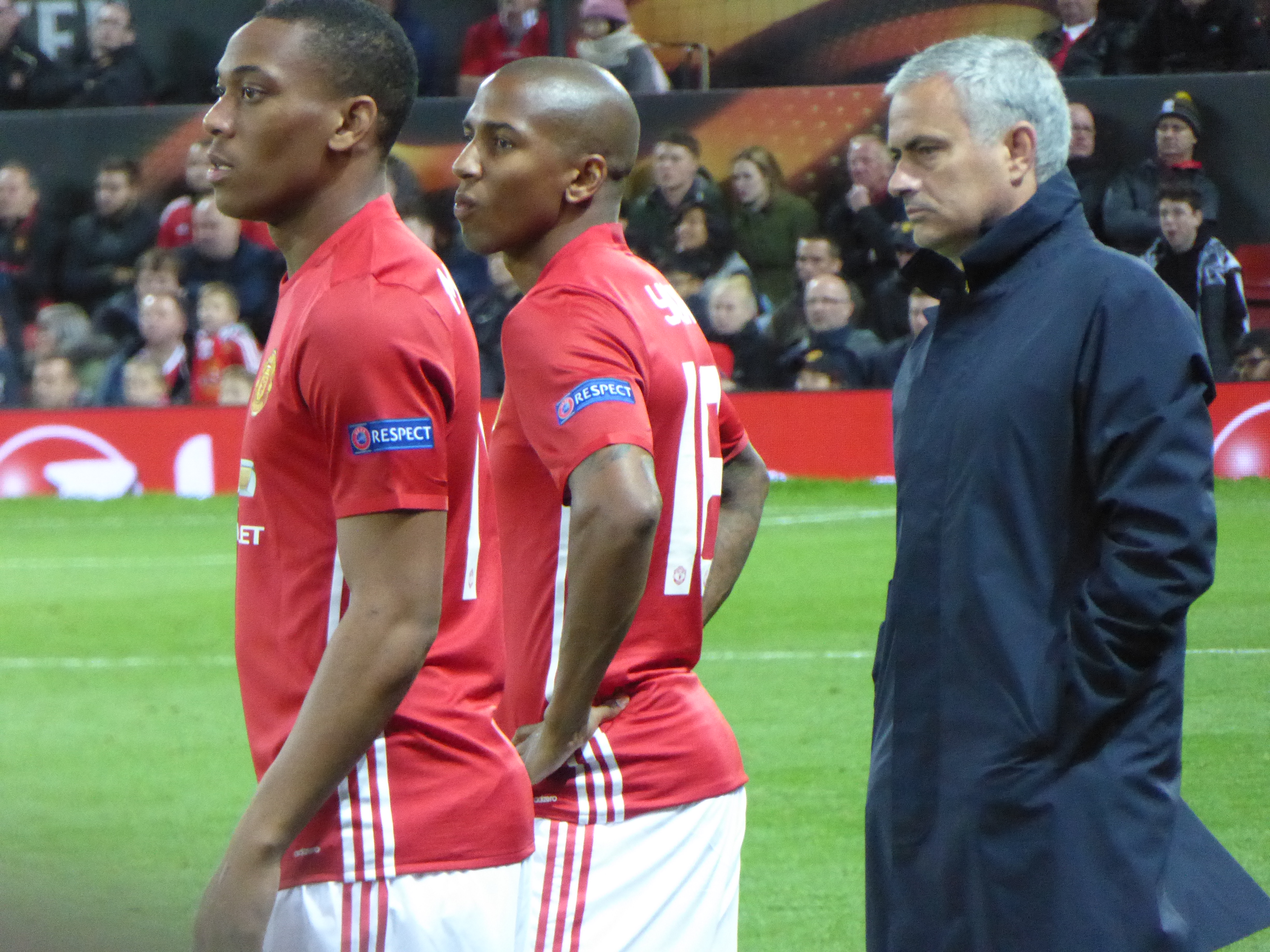
Anthony Martial (till vänster) värvades som junior till Manchester United i september 2015 och etablerade sig i åtta år. José Mourinho (till höger) är en av många kritiserade tränare som inte kunnat upprätthålla Alex Fergusons framgångar i klubben. (I mitten, Ashley Young.)

Direkt efter cupvinsten presenterades portugisen José Mourinho som van Gaals efterträdare, efter frekventa rykten om detta sedan Mourinho sparkades från Chelsea mitt i säsongen. Vidare inledde klubben en förhandlingsprocess med den svenske storstjärnan Zlatan Ibrahimović, som den 30 juni meddelade sig tillhöra Mourinhos trupp kommande säsong. Värvningen av Paul Pogba den 9 augusti 2016 för motsvarande 1,1 miljard kronor blev fotbollsvärldens dittills dyraste spelarköp. Manchester United kom att vinna Ligacupen 2016/2017, men slutade Premier League-säsongen på sjätte plats och stod för rekordfå matchsegrar. Klubben nådde dock en plats i nästa säsongs Champions League genom att vinna Europa League för första gången (på så vis klubbens första europeiska titel sedan 2008). Finalen mot AFC Ajax (2–0) spelades på Friends Arena i Stockholms län den 24 maj 2017. Trots skadefrånvaro under säsongens tio sista matcher blev Zlatan Ibrahimović lagets främste målgörare (totalt 28 mål).

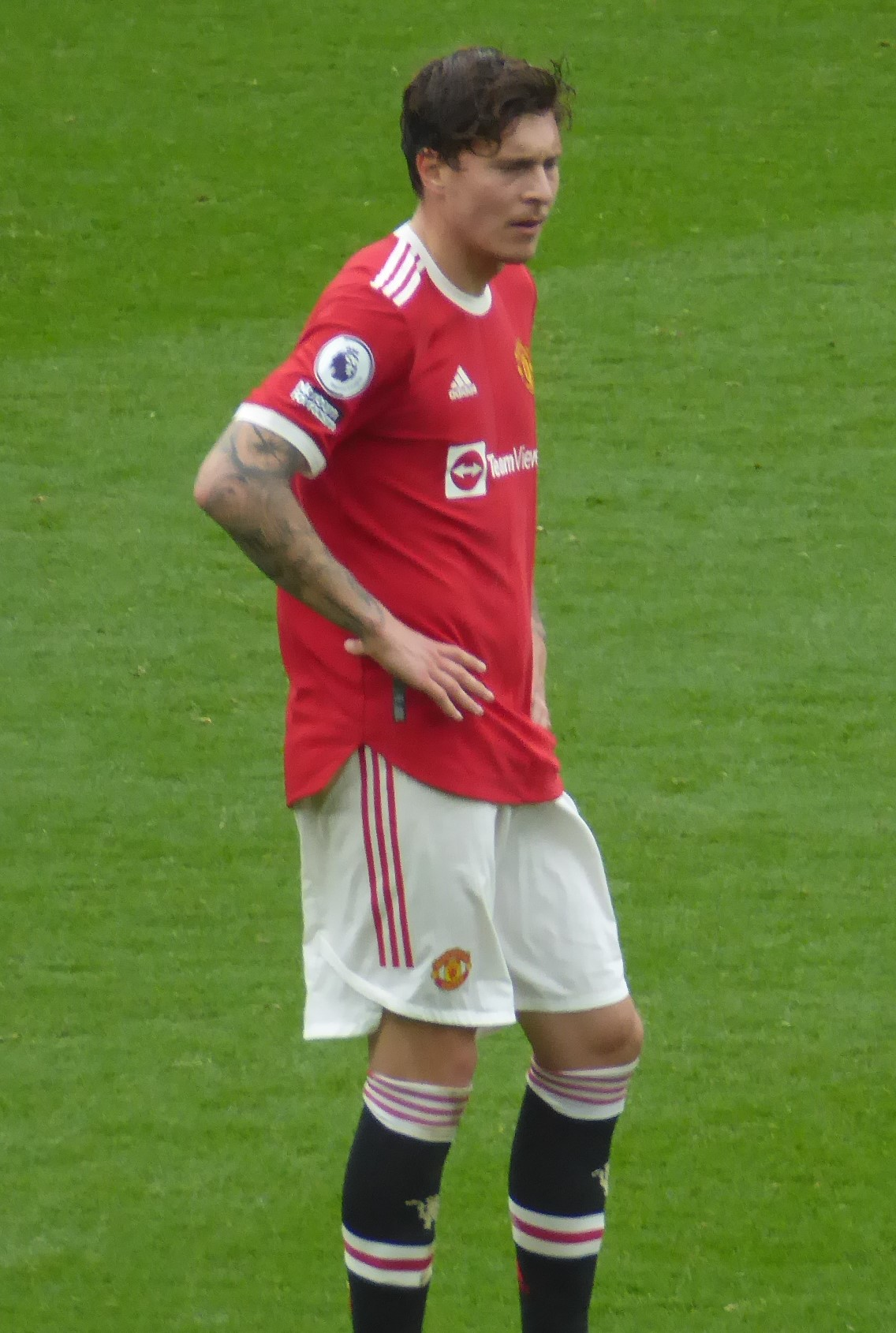
Victor Nilsson Lindelöf är med sina hittills (2024) sju säsonger den längst etablerade svenske spelaren i Manchester United.

Ole Gunnar Solsjkaer tog över efter José Mourinho 2018. Norrmannen inledde med en lång förlustfri svit, som tog stopp i ett hemmamöte i Uefa Champions League mot PSG i åttondelsfinalen 2019. Manchester United vände dock i andra mötet, och gick vidare på bortamål. Han tog klubben till kvartsfinal i Champions League under 2018/2019. Säsongen 2019/2020 slutade laget på en tredjeplats i Premier League, samt en andra placering under 2020/2021. Den 2 februari 2021 noterades ett nytt Premier League-rekord för klubben i segermarginal, genom 9–0 hemma mot Southampton FC. Dessutom tog sig laget till final i Europa League efter att laget kom trea i sin Champions League-grupp tidigare på säsongen. Finalen förlorades mot Villareal på straffar. Fyra raka säsonger utan trofé gjorde att Solskjaer sparkades i november 2021, och efterträddes tillfälligt av Michael Carrick respektive Ralf Rangnick. Den 18 april 2021 hade Manchester United meddelat att ansluta sig till elva andra europeiska klubbar som grundande medlemmar av European Super League, en föreslagen turnering med 20 lag avsedd för att konkurrera med Uefa Champions League. Detta fick en betydande motreaktion från supportrar, andra klubbar, media, sponsorer, spelare och även brittiska regeringen, vilket tvingade klubben att dra sig ur bara två dagar senare. Misslyckandet med projektet ledde till att vice ordföranden Ed Woodward avgick, medan stora protester mot Woodward och familjen Glazer ledde till en planinvasion inför en ligamatch mot Liverpool den 2 maj 2021 – där en Premier League-match för första gången i tävlingens historia sköts upp på grund av supporterprotester.
Den 21 april 2022 utsågs nederländaren Erik ten Hag till ny manager med ett treårskontrakt från slutet av säsongen 2021/22. Han ledde klubben till seger i Engelska Ligacupen 2022/23, efter 2–0 mot Newcastle United FC. Veckan senare åkte klubben på sin största förlust någonsin inbördes mot ärkerivalen Liverpool, med slutresultatet 7–0 på Anfield. I slutet av säsongen 2023/24, efter att ha missat Europaspel och slutat åtta i ligan (klubbens lägsta placering någonsin i Premier League), kom laget att säkra titeln i FA-cupen med 2–1 i finalen mot Manchester City vilket sportsligt gav en kvalplats till Uefa Europa League 2024/2025.

## Rekord

### Topp 10 spelare med flest matcher
Spelare i fet stil är fortfarande aktiva i Manchester United.
Senast uppdaterad 22 januari 2017
| Nr | Namn           | Karriär   | Matcher | Mål |
| -- | -------------- | --------- | ------- | --- |
| 1  | Ryan Giggs     | 1990–2014 | 963     | 168 |
| 2  | Bobby Charlton | 1956–1973 | 758     | 249 |
| 3  | Paul Scholes   | 1993–2013 | 718     | 155 |
| 4  | Bill Foulkes   | 1952–1970 | 688     | 9   |
| 5  | Gary Neville   | 1992–2011 | 602     | 7   |
| 6  | Wayne Rooney   | 2004–2017 | 559     | 253 |
| 7  | Alex Stepney   | 1966–1978 | 539     | 2   |
| 8  | Tony Dunne     | 1960–1973 | 535     | 2   |
| 9  | Denis Irwin    | 1990–2002 | 529     | 33  |
| 10 | Joe Spence     | 1919–1933 | 510     | 168 |

### Topp 10 spelare med flest mål
Spelare i fet stil är fortfarande aktiva i Manchester United.
Senast uppdaterad 22 januari 2017
| Nr | Namn           | Karriär   | Mål | Matcher | Mål/match |
| -- | -------------- | --------- | --- | ------- | --------- |
| 1  | Wayne Rooney   | 2004-2017 | 253 | 546     | 0,48      |
| 2  | Bobby Charlton | 1956–1973 | 249 | 758     | 0,33      |
| 3  | Denis Law      | 1962-1973 | 237 | 404     | 0,59      |
| 4  | Jack Rowley    | 1937–1955 | 211 | 424     | 0,50      |
| 5  | Dennis Viollet | 1953–1962 | 179 | 293     | 0,61      |
| 5  | George Best    | 1963–1974 | 179 | 470     | 0,38      |
| 7  | Ryan Giggs     | 1990–2014 | 168 | 963     | 0,17      |
| 7  | Joe Spence     | 1919–1933 | 168 | 510     | 0,33      |
| 9  | Mark Hughes    | 1983–1995 | 163 | 467     | 0,35      |
| 10 | Paul Scholes   | 1993–2013 | 155 | 718     | 0,22      |

## Ekonomi och supporterstöd
Manchester United Football Club hör, förutom de sportsliga framgångarna, till superklubbarna såväl ekonomiskt och vad gäller supporterstöd. Klubben har sedan mitten av 1990-talet hört till världens allra rikaste, både vad gäller omsättning och marknadsvärde. Många år omsatte klubben mest pengar av alla klubbar men har sedan säsongen 2004/2005 tappat toppositionen till de spanska giganterna Real Madrid och FC Barcelona, med undantag för 2012 och 2017–2018. Klubben rankas även som den populäraste fotbollsklubben sett till dess världstäckande supporterstöd.
Manchester Uniteds ekonomiska styrka avspeglar sig tydligt i klubbens aktiviteter på transfermarknaden. I början av februari 2011 hade fyra av de tio dyraste köpen någonsin i Premier League haft Manchester United som köpare:
- Dimitar Berbatov – £ 30,75 miljoner, från Tottenham 2008.
- Rio Ferdinand – £ 29,1 miljoner, från Leeds United 2002.
- Juan Sebastián Verón – £ 28,1 miljoner, från Lazio 2001.
- Wayne Rooney – £ 25,6 miljoner, från Everton 2004.

Värvningen av Paul Pogba inför säsongen 2016/2017 på £93,2 miljoner (cirka 1,1 miljarder kronor) var världens dittills dyraste spelarköp.
Klubben är ofta världsdominerande vad gäller supporterstöd, med supporters i så gott som hela världen. Den lokala publiktillströmningen har klubben sedan lång tid tillbaka det högsta publiksnittet bland klubbarna i Premier League. De senaste åren har det legat på ungefär 76 000 vilket innebär att hemmaarenan Old Trafford är fullsatt praktiskt taget varje match. Old Traffords publikkapacitet har via utbyggnader ökat med över 30 000 sedan mitten av 1990-talet.
Med alla framgångar senaste 15-årsperioden tyder allt på att klubben kommer att tillhöra "supermakterna" inom klubbfotbollen under överskådlig framtid. Vissa har påpekat att klubben har stora skulder eftersom nuvarande ägaren Malcolm Glazer finansierade köpet med stora lån.

### Ägarskap och finansiering
Ursprungligen stod Lancashire and Yorkshire Railway Company för finansieringen, innan klubben 1892 blev ett aktiebolag och sålde aktier till lokala anhängare för £1 via en ansökningsblankett. 1902 skickades majoritetsägande till de fyra lokala affärsmän som investerat £500 för att rädda klubben från konkurs, inklusive klubbens då framtida president John Henry Davies. Efter hans död 1927 stod klubben ännu en gång inför konkurs, men räddades i december 1931 av James W. Gibson som tog kontroll över klubben efter en investering på £2 000. Gibson främjade sin son Alan i styrelsen 1948, och tre år senare dog James. Familjen Gibson behöll ägandet av klubben genom James hustru Lilian, men ordförandeposten tillgavs den före detta spelaren Harold Hoffman.
Louis Edwards, vän till Matt Busby, befordrades till styrelsen några dagar efter flygolyckan i München 1958 och började förvärva aktier i klubben; för en investering på £40 000 hade han samlat 54 procent av aktierna, och tog kontroll i januari 1964. När Lilian Gibson dog i januari 1971 skickades hennes aktier till Alan Gibson som sålde en procentsats av sina aktier till Louis Edwards son Martin Edwards 1978, som kom att bli ny ordförande vid Louis död 1980. Media-storpampen Robert Maxwell försökte köpa klubben 1984, men uppfyllde inte Edwards utgångspris. 1989 försökte Martin Edwards sälja klubben till Michael Knighton för £20 miljoner, men försäljningen föll igenom och Knighton gick med i styrelsen istället.
Manchester United noterades på börsen i juni 1991 (kapitalet steg med £6,7 miljoner) och fick ännu ett uppköpserbjudande 1998, denna gång av Rupert Murdrochs företag British Sky Broadcasting. Detta resulterade i bildandet av Shareholders United Against Murdoch – nu Manchester United Supporters Trust – som uppmuntrade anhängare att köpa aktier i klubben i ett försök att blockera alla fientliga köpare. Manchester Uniteds styrelse antog ett erbjudande på £623 miljoner, men övertagandet var blockerat av Storbritanniens konkurrenskommission på det sista hindret i april 1999. Några år senare uppstod en maktkamp mellan Alex Ferguson och hans hästkapplöpningspartners, John Magnier och J. P. McManus, som gradvis hade blivit majoritetsägare. I en tvist som härrörde från angripet ägande av hästen Rock of Gibraltar försökte Magnier och McManus få bort Ferguson som manager, och styrelsen svarade med att av närmande investerare minska den irländska majoriteten.
I maj 2005 köpte Malcolm Glazer 28,7 procent av aktierna som McManus och Magnier innehade, och därmed förvärvades en kontrollpost genom sin investering som förmedlade Red Football Limited i ett högt belånat övertagande att värdesätta klubben till £800 miljoner (senare $1,5 miljarder). I juli 2006 meddelade klubben sig ha en skuld på £660 miljoner av refinansieringspaketet, vilket resulterade i en minskning med 30 procent av årliga räntebetalningar till £62 miljoner. Med skulder på £716,5 miljoner ($1,17 miljarder) i januari 2010 refinansierades Manchester United ytterligare genom en obligationsemission värd £504 miljoner, som gav klubben möjlighet att betala av det mesta av de £509 miljoner gentemot internationella banker. Den årliga räntan på obligationerna – som sträcker sig till den 1 februari 2017 – är cirka £45 miljoner. Trots omstruktureringarna föranledde klubbens skulder till att fansen visade sitt missnöje på både Old Trafford och Trafford Training Centre den 23 januari 2010, och vidare fick förmögna fans funderingar på att köpa ut Glazers ur ledningen med bestämt inflytande.
I augusti 2011 tycktes Glazer ha kontaktat Credit Suisse i förberedelse för $1 miljard (cirka £600 miljoner) börsintroduktion på Singaporebörsen som skulle värdera klubben på £2 miljarder, men i juli 2012 meddelade klubben planera att lista sin börsintroduktion på New York-börsen istället. Trots efterföljande nedskärning i och med sänkta priser på aktier värdesattes Manchester United i augusti 2012 till £2,3 miljarder vilket utgjorde klubben till världens mest värdefulla.
I slutet av december 2023 köpte den brittiska kemijätten Ineos 25% av fotbollsklubben för omkring 1,3 miljarder pund.

### Tröjleverantör/-sponsor genom tiderna
| År        | Tröjleverantör | Värde   | Tröjsponsor | Bransch       | Värde   |
| --------- | -------------- | ------- | ----------- | ------------- | ------- |
| 1945-1975 | Umbro          | -       | -           | -             | -       |
| 1975-1980 | Admiral        | -       | -           | -             | -       |
| 1980-1982 | Adidas         | -       | -           | -             | -       |
| 1982-1992 | Adidas         | -       | Sharp       | Elektronik    | £500k   |
| 1992-2000 | Umbro          | -       | Sharp       | Elektronik    | £500k   |
| 2000-2002 | Umbro          | -       | Vodafone    | Mobiltelefoni | £39m    |
| 2002-2006 | Nike           | £302,9m | Vodafone    | Mobiltelefoni | £39m    |
| 2006-2010 | Nike           | £302,9m | AIG         | Försäkringar  | £56,5m  |
| 2010-2014 | Nike           | £302,9m | Aon         | Försäkringar  | £80m    |
| 2014-2015 | Nike           | £302,9m | Chevrolet   | Bilindustri   | $80m/år |
| 2015-2021 | Adidas         | £750m   | Chevrolet   | Bilindustri   | $80m/år |
| 2021-2025 | Adidas         | £750m   | TeamViewer  | Fjärrsupport  | £230m   |
| 2025-2026 |                |         | TeamViewer  | Fjärrsupport  | £230m   |

### Övriga sponsorer

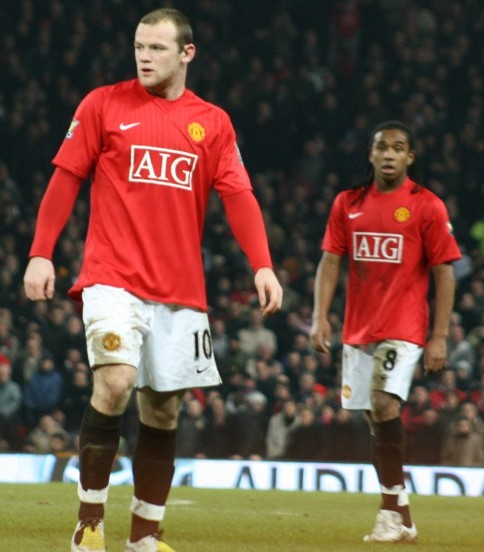
Wayne Rooney och Anderson i AIG-prydda Manchester United-tröjor, 2008.

| År        | Namn                 | Bransch         | Värde |
| --------- | -------------------- | --------------- | ----- |
| 2009-2014 | Aigo                 | Elektronik      | -     |
| 2012-     | Bwin                 | Vadslagning     | -     |
| 2012-2017 | Chevrolet            | Bilar           | -     |
| 2011-2015 | DHL                  | Logistik        | £40m  |
| 2010-     | Epson                | Kontorsmaterial | -     |
| 2008-2011 | Hublot               | Klockor         | £12m  |
| 2013-2016 | Kansai Paint         | Målarfärg       | -     |
| 2010-2016 | Singha               | Öl              | -     |
| 2010-     | Turkish Airlines     | Flygbolag       | -     |
| 2010-     | Thomas Cook          | Resebolag       | -     |
| 2007-2011 | Kumho Tires          | Däck            | -     |
| 2008-     | Smirnoff             | Dryck           | £10m  |
| 2010-     | Casillero del Diablo | Vin             | -     |
| 2006-     | Viagogo              | Biljetter       | -     |

### Rivaler
Manchester Uniteds klassiska rivaler är Arsenal FC, Chelsea FC, Tottenham, Liverpool FC och Manchester City FC (som utgör det så kallade "Manchester-derbyt").
Rivaliteten med Liverpool har anknytningar till tidigare tävlingar mellan dessa städer under Industriella revolutionen när Manchester var känd för sin textilindustri medan Liverpool för sin stora hamn. Manchester United och Liverpool har i historiken också varit de två mest framgångsrika fotbollsklubbarna i England och slagits om ligatiteln mot varandra flera gånger.
Rivaliteten med Leeds, även kallat "Rosornas krig", bottnar i en historisk fejd på 1400-talet mellan distrikten Yorkshire och Lancashire. Det är cirka 60 kilometer mellan städerna vilket ger matcherna en karaktär av derby.
Rivaliteten med Arsenal härstammar från de flertal gånger som klubbarna, såväl också tränarna Alex Ferguson och Arsène Wenger, slagits om Premier League-titlar (Manchester United 20 stycken och Arsenal 13).

## Färger och klubbmärket
Manchester Uniteds klubbmärke härleds från vapenskölden hos Manchester United Council, och trots allt som återstår av detta på det aktuella märket har fartyget fulla segel. Djävulen med treudden kommer från klubbens smeknamn The Red Devils, som fanns med på klubbprogram och halsdukar under 1960-talet, och kom att ingå i klubbmärket från 1970 även om det dröjde till 1971 innan djävulen kom med på bröstmärket på matchställen (såvida inte laget spelade i en cupfinal).
Ett fotografi på Newton Heath-laget 1892 tros visa att laget bar röd-vita kvartströjor och blå shorts. Mellan 1894 och 1896 var tröjorna distinkt gröna och guldfärgade, som 1896 ersattes av vita tröjor med blå shorts. Efter namnbytet 1902 blev klubbens matchställsfärger ändrade till röda tröjor, vita shorts och svarta strumpor vilket blev hemmastandarden. Sedan dess fram till 1922 gjordes mycket få ändringar med matchstället tills klubben antog vita tröjor med ett mörkrött "V" kring halsen, som bestod fram till 1927. Under en period 1934 förändrades stället till körsbärsröda tröjor med vit ring, men den föregående röda tröjan återkallades året därpå när klubbens lägsta placering någonsin blev ett faktum (tjugonde plats i andra divisionen), ringen släpptes tillbaka. De svarta strumporna ändrades till vita 1959–1965, ändrades därefter till röda fram till 1971 och återgick till svarta. Svarta shorts och/eller vita strumpor bärs oftast i bortastället, ibland hemmastället om det finns en konflikt med motståndarens ställ. De nuvarande hemmatröjorna är röda med vitknäppt krage, och manschetter med svart och vit klippning.
Manchester Uniteds bortaställ har ofta bestått av en vit tröja, svarta shorts och vita strumpor men har funnits flera undantag; bland andra en helsvart remsa med blått och guldklippningar mellan 1993 och 1995, och den marinblå tröjan med horisontella silverkritstreck användes säsongen 1999/2000. Bortastället 2011/2012 bestod av en kungsblå kropp och tunnbandstillverkade ärmar av små midnatts-marinblå ränder, med svarta shorts och blå strumpor. Ett helgrått bortaställ bars säsongen 1995/1996, men släpptes tillbaks efter fem matcher eftersom spelarna hävdade sig ha svårt att hitta sina lagkamrater mot publiken. Till 100-årsjubileet av "Manchester United" 2001 fanns ett reversibelt vit-/guldställ, även om tröjorna i det faktiska stället inte var reversibla.
Klubbens tredjeställ är ofta helblått, vilket också fallet är 2015. Undantag inkluderar en halverad grön-/guldtröja 1992–1994, en blåvit-randig tröja 1994–1996 och en gång säsongen 1996/1997, ett helsvart ställ under trippelvinstsäsongen 1998/1999, samt vita tröjor med svart-röda horisontella kritstreck 2003–2005. Sedan 2006/2007 har tredjestället ofta varit den föregående säsongens bortaställ, med undantag för säsongen 2008/2009 och 2014/2015.

## Arenor

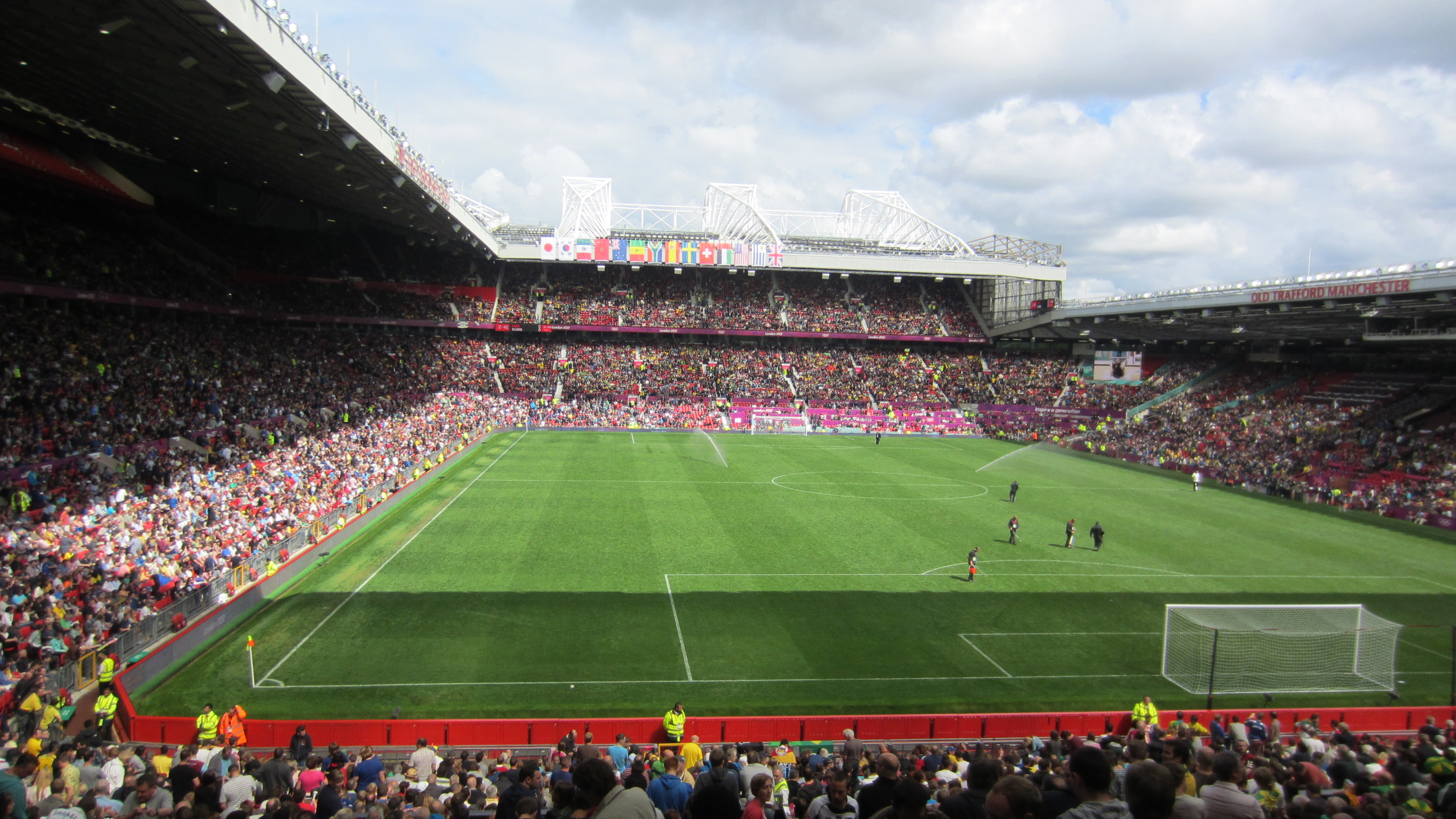
Old Trafford under en match i Olympiska sommarspelen 2012.

Newton Heath spelade inledningsvis på North Road med en publikkapacitet på 12 000 åskådare, men klubben ansåg att detta inte var tillräckligt för att få gå med i The Football League. En viss expansion beviljades 1887, och 1891 hade två ståplatsläktare gjorts för 1 000 platser vardera på en minimal finansiering av Newton Heath. I juni 1893 tvingades klubben byta till arenan Bank Street med plats för 10 000 åskådare, efter att klubben blivit vräkt av North Roads ägare. Även denna arena hade den bristfälliga standarden med ett underlag som kunde variera mellan grusplan och sumpmark. Klubbens nytillträdde ordförande John Henry Davies tyckte inte att Bank Streets plan var duglig för ett lag som nyss hade vunnit högsta ligan och FA Cupen, så han donerade pengar till klubben så att de skulle kunna bygga en ny arena. John Henry Davies letade själv runt i Manchester efter en lämplig plats innan han bestämde sig för att bygga arenan Old Trafford som stod klar 1910 vid Bridgewaterkanalen, norr om Warwick Road i Greater Manchester, Trafford.
Old Trafford formgavs av den skotska arkitekten Archibald Leitch som redan hade ritat ett flertal andra arenor. Det var ursprungligen tänkt att arenan skulle ha plats för 100 000 åskådare med sittplatser på den södra läktaren under tak och med ståplatsläktare utan tak på de andra tre sidorna. Inklusive tomten budgeterades det för £60 000 att bygga arenan. Under byggnationen ökade kostnaderna och det skulle krävas £30 000 extra för att nå upp till 100 000 platser i arenan. Efter ett förslag från klubbsekreteraren John Bentley beslutades det att reducera platserna till 80 000.
Old Traffords nuvarande publikkapacitet är 75 811 åskådare, och är Englands näst största fotbollsarena efter Wembley Stadium. Arenan har varit Manchester Uniteds hemmaarena sedan 1910, undantaget åren 1941–1949 då den fick stora skador under andra världskriget till följd av tyskarnas bombningar. Den har sedan dess byggts upp igen och kallas idag för The Theatre of Dreams ("Drömmarnas teater"), ett uttryck som Bobby Charlton myntade. Under denna period spelades matcherna på Maine Road vilket var och är de lokala rivalerna Manchester Citys hemmaplan. Arenans publikrekord på 76 962 åskådare sattes under FA Cupens semifinal mellan Wolverhampton Wanderers FC och Grimsby Town FC säsongen 1939. Även Premier Leagues publikrekord, 76 098 åskådare, är från Old Trafford och sattes när Manchester United mötte Blackburn Rovers den 31 mars 2007 och vann med 4–1.Arenan är klassificerad som en 5-stjärnig arena av Uefa. Old Trafford har en egen järnvägsstation, Manchester United Football Ground, vid vilken tågen stannar endast på matchdagar.

## Spelare

### Truppen
Korrekt per den 24 juni 2025
| 1  | Turkiet | Altay Bayindir | 11 april 1998 | Fenerbahce (-23)  |
| 22 | England | Tom Heaton     | 16 april 1986 | Aston Villa (-21) |
| 24 | Kamerun | André Onana    | 2 april 1996  | Inter (-23)       |

| 3  | Marocko       | Noussair Mazraoui | 14 november 1997  | Bayern München (-24) |
| 4  | Nederländerna | Matthijs de Ligt  | 12 augusti 1999   | Bayern München (-24) |
| 5  | England       | Harry Maguire     | 5 mars 1993       | Leicester City (-19) |
| 6  | Argentina     | Lisandro Martínez | 18 januari 1998   | Ajax (-22)           |
| 12 | Nederländerna | Tyrell Malacia    | 17 augusti 1999   | Feyenoord (-22)      |
| 13 | Danmark       | Patrick Dorgu     | 26 oktober 2004   | Lecce (-25)          |
| 15 | Frankrike     | Leny Yoro         | 13 november 2005  | Lille (-24)          |
| 20 | Portugal      | Diogo Dalot       | 18 mars 1999      | Porto (-18)          |
| 23 | England       | Luke Shaw         | 12 juli 1995      | Southampton (-14)    |
| 26 | England       | Ayden Heaven      | 22 september 2006 | Arsenal (-25)        |
| 41 | England       | Harry Amass       | 16 mars 2007      | Watford (-23)        |
| 55 | England       | Tyler Fredricson  | 23 februari 2005  | Manchester United FC |

| 7  | England   | Mason Mount     | 10 januari 1999   | Chelsea (-23)                |
| 8  | Portugal  | Bruno Fernandes | 8 september 1994  | Sporting (-20)               |
| 18 | Brasilien | Casemiro        | 23 februari 1992  | Real Madrid (-22)            |
| 25 | Uruguay   | Manuel Ugarte   | 11 april 2001     | Paris Saint-Germain (-24)    |
| 37 | England   | Kobbie Mainoo   | 19 april 2005     | Manchester United FC         |
| 43 | England   | Toby Collyer    | 3 januari 2004    | Brighton & Hove Albion (-22) |
| 44 | England   | Daniel Gore     | 26 september 2004 | Manchester United FC         |

| 9  | Danmark         | Rasmus Højlund     | 4 februari 2003  | Atalanta (-23)                |
| 10 | England         | Marcus Rashford    | 31 oktober 1997  | Manchester United FC          |
| 11 | Nederländerna   | Joshua Zirkzee     | 22 maj 2001      | Bologna (-24)                 |
| 16 | Elfenbenskusten | Amad Diallo        | 11 juli 2002     | Atalanta (-21)                |
| 17 | Argentina       | Alejandro Garnacho | 1 juli 2004      | Atlético Madrid (-20)         |
| 21 | Brasilien       | Antony             | 24 februari 2000 | Ajax (-22)                    |
| 36 | England         | Ethan Wheatley     | 20 januari 2006  | Manchester United FC          |
| 56 | Danmark         | Chido Obi          | 29 november 2007 | Arsenal (-24)                 |
| -  | England         | Jadon Sancho       | 25 mars 2000     | Borussia Dortmund (-21)       |
| -  | Brasilien       | Matheus Cunha      | 27 maj 1999      | Wolverhampton Wanderers (-25) |

### Reservlaget/Akademin
Manchester United Football Club Under-23 kallas Manchester Uniteds reservlag, som spelar i Premier League 2 och deltar även i Manchester Senior Cup där laget på senare år har börjat använda ett stort antal juniorspelare.

### Kända landslagsspelare
| - Carlos Tévez - Juan Sebastián Verón - Alexis Sánchez - Jesper Olsen - Peter Schmeichel - Ole Gunnar Solskjær - David Beckham - Steve Bruce - Bobby Charlton - Andy Cole - Steve Coppell - Tommy Docherty - Duncan Edwards - Rio Ferdinand - Bill Foulkes - Brian Greenhoff - Jimmy Greenhoff - Paul Ince | - Lou Macari - Gary Neville - Gary Pallister - Bryan Robson - Wayne Rooney - Paul Scholes - Teddy Sheringham - Ray Wilkins - Eric Cantona - Patrice Evra - Paul Pogba - Denis Irwin - Roy Keane - Giuseppe Rossi - Ruud van Nistelrooy - Robin van Persie - Edwin van der Sar - Jaap Stam - George Best | - Norman Whiteside - Cristiano Ronaldo - Nemanja Vidic - Martin Buchan - Darren Fletcher - Denis Law - Brian McClair - Willie Morgan - Gordon Strachan - Henrik Larsson - Jesper Blomqvist - Zlatan Ibrahimović - Gerard Piqué - Dwight Yorke - Diego Forlán - Tim Howard - Ryan Giggs - Mark Hughes |

### Utländska spelare
Listkriterier:
- Listan inkluderar alla icke-brittiska spelare (som ej kommer ifrån England, Nordirland, Skottland, Wales eller Irland) som representerat klubben.

- Listan inkluderar enbart spelare som representerat klubben i ligamatcher.

| Afrika - Manucho (2008-2009) - Eric Bailly (2016-) - Wilfried Zaha (2013-2015) - Eric Djemba-Djemba (2003-2005) - Odion Ighalo (2020-2021) - Mame Biram Diouf (2009-2012) - Quinton Fortune (1999-2006) Asien - Shinji Kagawa (2012-2014) - Dong Fangzhuo (2004-2008) - Park Ji-sung (2005-2012) Europa - Henrich Mchitarjan (2016-2018) - Adnan Januzaj (2013-2017) - Marouane Fellaini (2013-2019) - Ritchie De Laet (2009-2012) - Romelu Lukaku (2017-2019) - Dimitar Berbatov (2008-2012) - Anders Lindegaard (2010-2015) - John Sivebæk (1986-1987) - Jesper Olsen (1984-1988) - Peter Schmeichel (1991-1999) - Anthony Martial (2015-) - David Bellion (2003-2006) - Eric Cantona (1992-1997) - Fabien Barthez (2000-2004) - Gabriel Obertan (2009-2011) - Laurent Blanc (2001-2003) - Louis Saha (2004-2008) - Mikaël Silvestre (1999-2008) - Morgan Schneiderlin (2015-2017) - Patrice Evra (2006-2014) - Paul Pogba (2011-2012 & 2016-2022) - William Prunier (1996-1997) - Danny Higginbotham (1997-2000) - Carlo Sartori (1968-1973) | - Federico Macheda (2008-2014) - Giuseppe Rossi (2004-2007) - Massimo Taibi (1999-2000) - Matteo Darmian (2015-2019) - Nikola Jovanović (1980-1982) - Alexander Büttner (2012-2014) - Arnold Mühren (1982-1985) - Daley Blind (2014-2018) - Donny van de Beek (2020-) - Edwin van der Sar (2005-2011) - Jaap Stam (1998-2001) - Jordi Cruyff (1996-2000) - Memphis Depay (2015-2017) - Raimond van der Gouw (1996-2002) - Robin van Persie (2012-2015) - Ruud van Nistelrooy (2001-2006) - Tahith Chong (2018-2020) - Timothy Fosu-Mensah (2016-2021) - Erik Nevland (1997-2000) - Henning Berg (1997-2000) - Ole Gunnar Solskjær (1996-2007) - Ronny Johnsen (1996-2002) - Tomasz Kuszczak (2006-2012) - Bébé (2010-2014) - Bruno Fernandes (2020-) - Cristiano Ronaldo (2003-2009) - Diogo Dalot (2018-) - Joel Castro Pereira (2015-) - Nani (2007-2015) - Nemanja Matić (2017-2022) - Nemanja Vidić (2006-2014) - Zoran Tošić (2009-2010) - Andrei Kanchelskis (1991-1995) - Ander Herrera (2014-2019) - David de Gea (2011-) - Gerard Piqué (2004-2008) - Juan Mata (2014-2022) - Ricardo (2002-2005) | - Víctor Valdés (2015-2016) - Bojan Djordjic (1999-2005) - Henrik Larsson (2007) - Jesper Blomqvist (1998-2001) - Victor Nilsson Lindelöf (2017-) - Zlatan Ibrahimović (2016-2018) - Anthony Elanga (2020-2023) - Karel Poborský (1996-1998) - Bastian Schweinsteiger (2015-2017) Nordamerika - Javier Hernández (2010-2015) - Dwight Yorke (1998-2000) - Jonathan Spector (2003-2006) - Tim Howard (2003-2007) Oceanien - Mark Bosnich (1990-1991 & 1999-2001) Sydamerika - Ángel Di María (2014-2015) - Carlos Tevez (2007-2009) - Gabriel Heinze (2004-2007) - Juan Sebastián Verón (2001-2003) - Marcos Rojo (2014-2020) - Sergio Romero (2015-2021) - Alex Telles (2020-) - Anderson (2007-2015) - Andreas Pereira (2014-2020) - Fábio (2008-2014) - Fred (2018-) - Kleberson (2003-2005) - Rafael (2008-2015) - Rodrigo Possebon (2008-2010) - Radamel Falcao (2014-2015) - Alexis Sánchez (2018-2020) - Antonio Valencia (2009-2019) - Diego Forlán (2002-2004) - Edinson Cavani (2020-2022) - Guillermo Varela (2013-2017) |

## Statistik

### Skyttekungar
Följande Manchester United-spelare har blivit skyttekungar i den engelska högstaligan:
| Säsong    | Spelare             | Mål |
| --------- | ------------------- | --- |
| 1959/1960 | Dennis Violett      | 32  |
| 1967/1968 | George Best*        | 28  |
| 1998/1999 | Dwight Yorke**      | 18  |
| 2003/2004 | Ruud van Nistelrooy | 25  |
| 2007/2008 | Cristiano Ronaldo   | 31  |
| 2010/2011 | Dimitar Berbatov*** | 20  |
| 2012/2013 | Robin van Persie    | 26  |

* Delad förstaplats med Ron Davies (Southampton)
** Delad förstaplats med Jimmy Floyd Hasselbaink (Leeds United) och Michael Owen (Liverpool)
*** Delad förstaplats med Carlos Tevez (Manchester City)

## Ledarstrukturen
- Ägare: Familjen Glazer via Red Football Shareholder Limited[128] och Sir Jim Ratcliffe
- Hedersordförande: Martin Edwards[129]

Manchester United Limited
| Position               | Namn                                                                                                  |
| ---------------------- | --- |
| Ordförande             | Avram Glazer Joel Glazer                                                                              |
| Verkställande direktör | Omar Berrada                                                                                          |
| Reklamchef             | Richard Arnold                                                                                        |
| Ekonomichef            | Roger Bell                                                                                            |
| Operativ chef          | Collette Roche                                                                                        |
| Direktörer             | Bryan Glazer Kevin Glazer Edward Glazer Darcie Glazer Kassewitz Robert Leitão John Hooks Manu Sawhney |

Manchester United Football Club
| Office                      | Namn                                                                               |
| --------------------------- | ---------------------------------------------------------------------------------- |
| Hederspresident             | Martin Edwards                                                                     |
| Direktörer                  | David Gill Jean-Clude Blanc Michael Edelson Sir David Brailsford Sir Alex Ferguson |
| Klubbsekreterare            | Rebecca Britain                                                                    |
| Sportchef                   | Dan Ashworth                                                                       |
| Teknisk direktör            | Jason Wilcox                                                                       |
| Chef för fotbollsverksamhet | David Harrison                                                                     |

Tränarstab för A-laget
| Position                     | Tränare                          |
| ---------------------------- | -------------------------------- |
| Manager                      | Erik ten Hag                     |
| Assisterande manager         | Ruud van Nistelrooy René Hake    |
| A-lagstränare                | Andreas Georgson Darren Fletcher |
| Senior målvaktstränare       | Jelle ten Rouwelaar              |
| Assisterande målvaktstränare | Craig Mawson                     |
| Chef för idrottsmedicin      | Gary O'Driscoll                  |
| Fystränare                   | Paulo Gaudino Charlie Owen       |
| A-lagets styrketränare       | Michael Clegg                    |
| Chef för fysisk prestation   | Edward Leng                      |
| Akademiansvarig              | Nick Cox                         |
| U21 manager                  | Travis Binnion                   |
| U18 manager                  | Adam Lawrence                    |

Scoutpersonal 
| Position                       | Namn               | Anslöt      | Senast tillhörande klubb |
| ------------------------------ | ------------------ | ----------- | ------------------------ |
| Ansvarig för scoutverksamheten | Christopher Vivell | 4 juli 2024 | Chelsea                  |
| Chefsscout                     | Steve Brown        | 1 juli 2022 | Everton                  |
| Scout                          | Armand Benneker    | 1 juli 2016 | FC St. Gallen 1879 (U21) |
| Scout                          | Roy Beukenkamp     | 1 sep 2016  | PSV Eindhoven (akademi)  |
| Scout                          | Rene Moonen        | 1 aug 2016  | Ajax                     |

Medicinsk personal
| Position      | Namn         | Anslöt      | Senast tillhörande klubb |
| ------------- | ------------ | ----------- | ------------------------ |
| Fysioterapeut | Rod Thornley | 1 feb 2000  | Englands landslag        |
| Fysioterapeut | Jos van Dijk | 16 jul 2014 | Nederländernas landslag  |

### Tränarhistoria
| Datum     | Namn                | Noteringar                                                                              |
| --------- | ------------------- | --------------------------------------------------------------------------------------- |
| 1878–1892 | Okänd               |                                                                                         |
| 1892–1900 | A. H. Albut         |                                                                                         |
| 1900–1903 | James West          |                                                                                         |
| 1903–1912 | Ernest Mangnall     |                                                                                         |
| 1912–1914 | John Bentley        |                                                                                         |
| 1914–1922 | Jack Robson         |                                                                                         |
| 1922–1926 | John Chapman        | Första tränaren från utanför England                                                    |
| 1926–1927 | Lal Hilditch        | Spelande tränare                                                                        |
| 1927–1931 | Herbert Bamlett     |                                                                                         |
| 1931–1932 | Walter Crickmer     |                                                                                         |
| 1932–1937 | Scott Duncan        |                                                                                         |
| 1937–1945 | Walter Crickmer     |                                                                                         |
| 1945–1969 | Matt Busby          |                                                                                         |
| 1958      | Jimmy Murphy        | Tillförordnad tränare                                                                   |
| 1969–1970 | Wilf McGuinness     |                                                                                         |
| 1970–1971 | Matt Busby          |                                                                                         |
| 1971–1972 | Frank O'Farrell     | Första tränaren från utanför Storbritannien                                             |
| 1972–1977 | Tommy Docherty      |                                                                                         |
| 1977–1981 | Dave Sexton         |                                                                                         |
| 1981–1986 | Ron Atkinson        |                                                                                         |
| 1986–2013 | Alex Ferguson       | Både flest vunna titlar och som suttit längst som tränare i Manchester Uniteds historia |
| 2013–2014 | David Moyes         |                                                                                         |
| 2014      | Ryan Giggs          | Tillförordnad spelande tränare (4 sista ligamatcherna säsongen 2013–14)                 |
| 2014–2016 | Louis van Gaal      |                                                                                         |
| 2016–2018 | José Mourinho       | Entledigades den 18 december efter svaga resultat                                       |
| 2018–2021 | Ole Gunnar Solskjær | Entledigades den 21 november efter svaga resultat                                       |
| 2021      | Michael Carrick     | Tillförordnad tränare                                                                   |
| 2021–2022 | Ralf Rangnick       | Tillförordnad tränare                                                                   |
| 2022–2024 | Erik ten Hag        |                                                                                         |
| 2024      | Ruud van Nistelrooy | Tillförordnad tränare                                                                   |
| 2024–     | Rúben Amorim        |                                                                                         |

## Manchester United Damer
Manchester United supporterklubb för damer startade sin verksamhet i slutet av 1970-talet och erkändes inofficiellt som klubbens seniorlag för damer. De blev grundande medlemmar av North West Women's Regional Football League 1989. Laget ingick ett officiellt partnerskap med Manchester United 2001 och blev klubbens officiella damlag – men efter Malcolm Glazers övertagande 2005 upplöstes klubben eftersom den ansågs vara "olönsam".
År 2018 bildade Manchester United ett nytt damlag, som debuterade i den engelska andradivisionen för damer 2018/19. Damlaget vann sin första större trofé den 12 maj 2024, i form av FA Women's Cup, efter 4–0 i finalen mot Tottenham.